# Mosteiro de Sopetrán

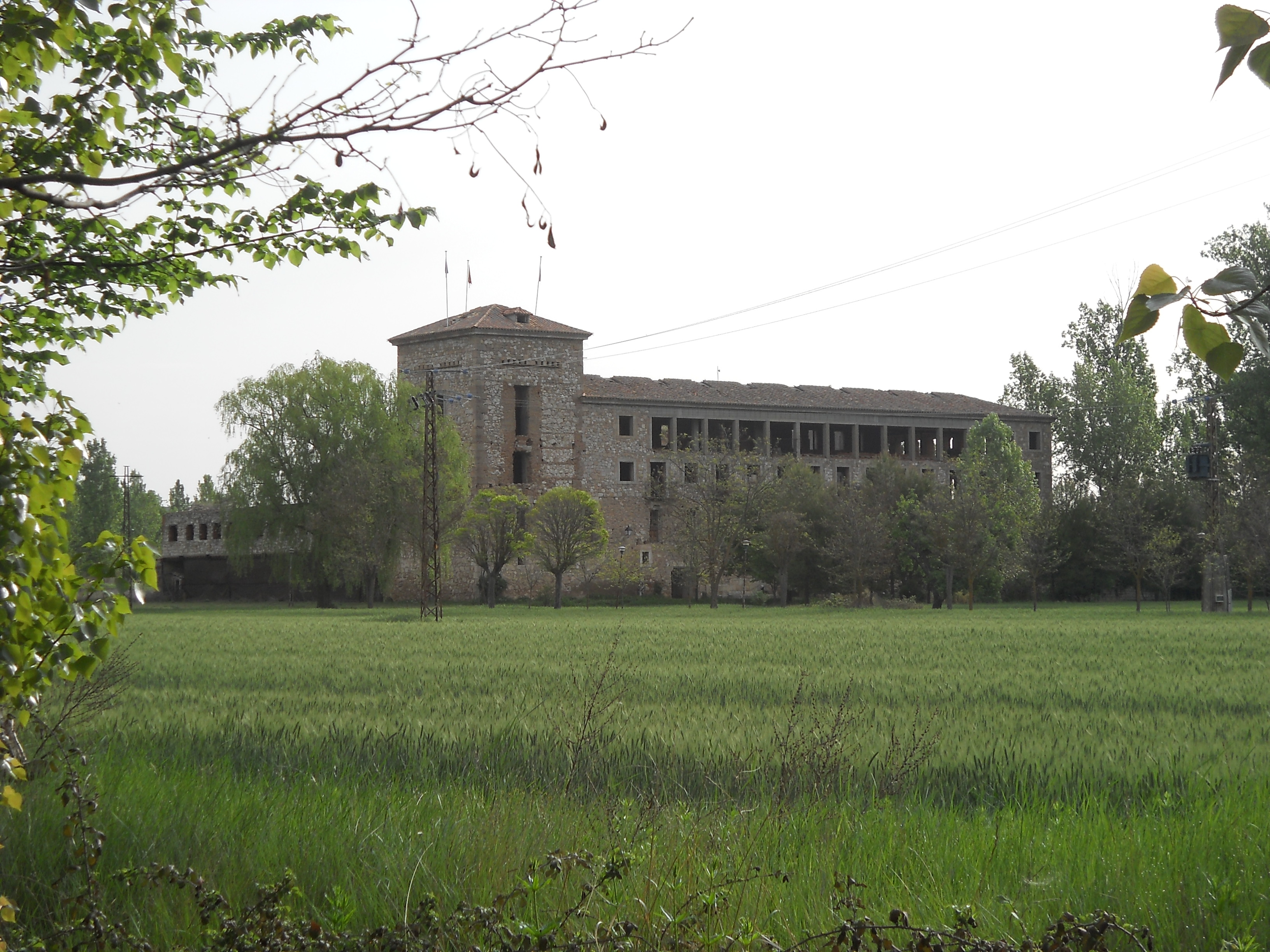
Mosteiro de Santa Maria de Sopetrán

O Mosteiro de Santa Maria de Sopetrán é um mosteiro beneditino espanhol em ruínas localizado próximo à cidade de Torre del Burgo, embora no município de Hita, Guadalajara . A sua origem remonta ao século VII, embora a estrutura actual seja do final do século XI. Dos vestígios arquitectónicos, as alas sul e leste são as mais bem preservadas.  O edifício está indexado no registo do património espanhol da Bien de Interés Cultural desde 1994.
Uma capela memorial está localizada numa ermida a algumas centenas de metros do mosteiro. As peregrinações ao poço, localizado sob o altar, ocorrem em setembro. 